# Marineanlage Bordum

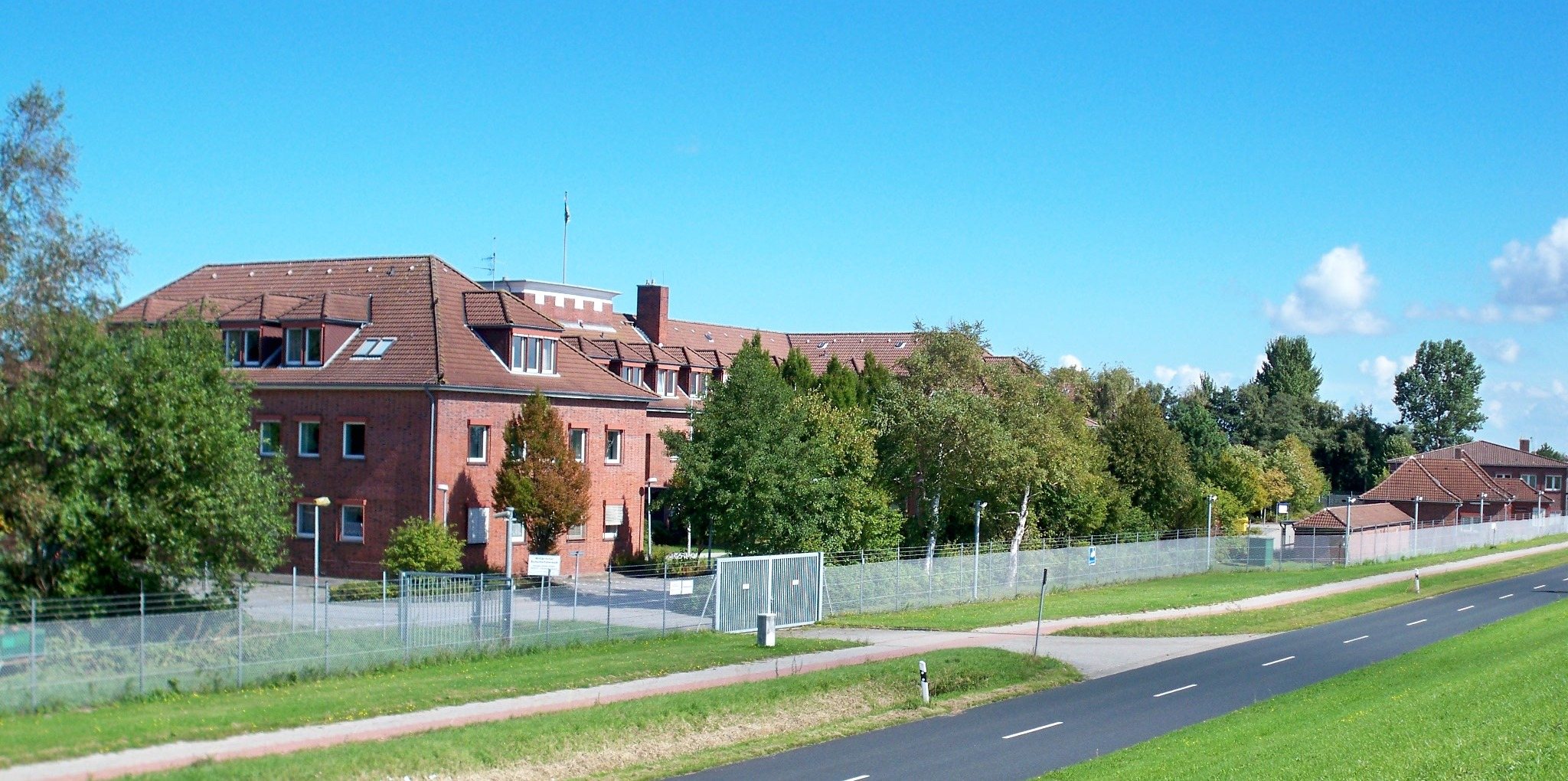
Stabsgebäude der Marineanlage Bordum

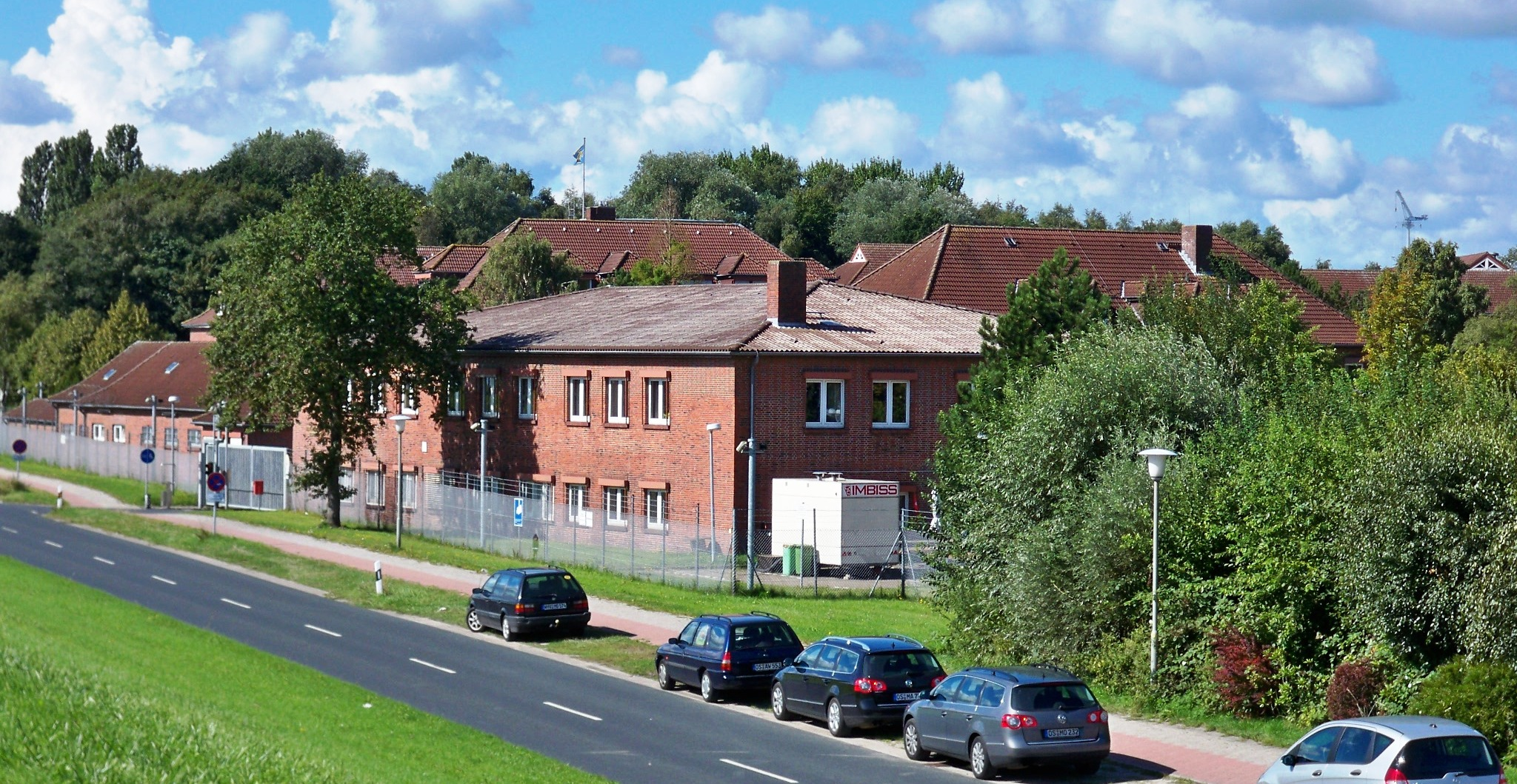
Marineanlage Bordum mit Hauptwache

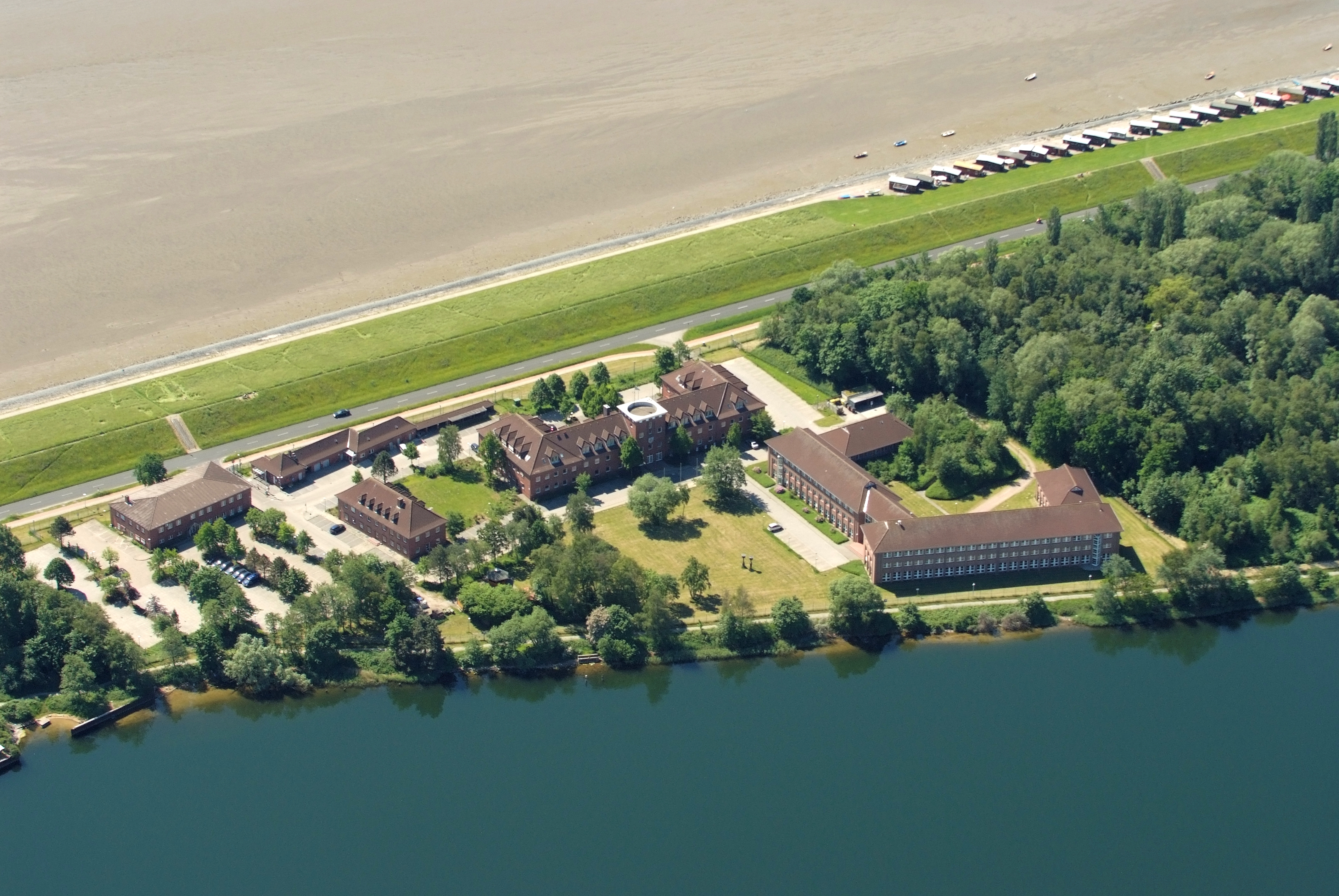
Luftbild

Die Marineanlage Bordum ist eine Liegenschaft der Bundeswehr in Wilhelmshaven, in der seit 2001 das Logistikzentrum der Bundeswehr beheimatet ist. Sie liegt zwischen dem Deich zum Jadebusen und dem Banter See am Anton-Dohrn-Weg und ist benannt nach dem ehemaligen Friesendorf Bordum, das 1511 durch die Antoniflut vernichtet wurde.

## Geschichte
Die ersten Gebäude wurden 1938 für das Navigationsressort der Kriegsmarinewerft Wilhelmshaven fertiggestellt. Mit der Zusammenlegung des Ausrüstungs- und Navigationsressorts  im Juli 1940  wurde die Anlage erweitert.
Nach dem Krieg zog 1947 das Max-Planck-Institut für Meeresbiologie in die Gebäude ein. Es wurde 1968 in Institut für Zellbiologie umbenannt und verlegte seinen Sitz 1977 nach Ladenburg. Im März 1980 übergab das Institut die Gebäude an das Bundesvermögensamt. Zügig wurde mit dem Umbau der Gebäude für das Marineamt begonnen. Ein Schaden durch Brandstiftung verzögerte jedoch die Fertigstellung. Der steigende Bedarf nach modernen Büroarbeitsplätzen machte 1987 den Neubau eines weiteren Bürogebäudes und eines Fernvermittlungsbauwerks (FVB) mit Fernschreibstelle und Telefonvermittlung erforderlich.
Zwischenzeitlich war die seit 1982 in Wilhelmshaven ansässige Künstlersozialkasse bis zum Frühjahr 1983 in einem Flügel des ehemaligen Max-Planck-Instituts untergebracht.
Nach dem Umbau erhielt die Liegenschaft den Namen Marineanlage Bordum. Da es sich ausschließlich um Bürogebäude handelt und keine Unterkünfte für Soldaten vorgesehen sind, ist sie keine Kasernenanlage.
Alsbald zogen der Stab, die Abteilung Verwaltung und die Abteilung Organisation, Stärke und Ausrüstungsnachweis (OSTAN) des Marineamts in die renovierten Gebäude ein. Die Abteilung Material des Marineunterstützungskommandos bezog das neue Gebäude am Banter See und wurde wenig später in das Marineamt integriert.
Im Rahmen eines neuen Stationierungskonzepts wurde das Marineamt mit Wirkung vom 1. Januar 1998 nach Rostock verlegt. Mit der Zentralisierung der Logistikaufgaben übernahm 2001 der Aufstellungsstab des Logistikzentrums der Bundeswehr die Gebäude und zog mit der Führung, dem Stab und einigen Abteilungen in die weiter so benannte Marineanlage Bordum ein.